# Pánuco, Veracruz
Pánuco là một đô thị thuộc bang Veracruz, México. Năm 2005, dân số của đô thị này là 91006 người.